# 张林 (东汉)
张林（?—?），东汉人物。
汉章帝时张林任真定县令，窦宪推荐他为尚书。曾经建议实行布帛为租、盐利归官以及恢复汉武帝均输之法，来解决朝廷经用不足，多被朝廷采纳。元和年间，太尉郑弘参奏他依附窦宪。后来因为贪赃抵罪。